# Prodentobunus tao
Prodentobunus tao is een hooiwagen uit de familie Sclerosomatidae.